# Barry MacKay
Pour les articles homonymes, voir MacKay.
Ne doit pas être confondu avec Barrie McKay.
Barry MacKay  est un joueur américain de tennis, né le 31 août 1935 à Cincinnati et mort le 15 juin 2012 à San Francisco.

## Palmarès (partiel)

### Titres en simple messieurs
| No | Date       | Nom et lieu du tournoi                           | Catégorie | Surface      | Finaliste           | Score                   |  |
| -- | ---------- | ------------------------------------------------ | --------- | ------------ | ------------------- | ----------------------- |  |
| 1  | 14-04-1958 | Tournoi de tennis de River Oaks, Houston         |           | NC           | Luis Ayala          | 8-10, 6-4, 6-3, 6-3     |  |
| 2  | 1959       | Tournoi de tennis de la côte Pacifique, Berkeley |           | NC           | Ramanathan Krishnan | 7-5, 6-4, 1-6, 6-2      |  |
| 3  | 1960       | Tournoi de tennis de la côte Pacifique, Berkeley |           | NC           | Jon Douglas         | 6-3, 6-2, 6-4           |  |
| 4  | 1960       | Internationaux d'Italie, Rome                    |           | Terre (ext.) | Luis Ayala          | 7-5, 7-5, 0-6, 0-6, 6-1 |  |
| 5  | 1960       | Pacific Southwest Tournament, Los Angeles        |           | NC           | Butch Buchholz      | 5-7, 6-4, 6-4, 3-6, 6-3 |  |
| 6  | 18-04-1960 | Tournoi de tennis de River Oaks, Houston         |           | NC           | Neale Fraser        | 7-5, 6-3, 6-4           |  |

### Finales en double messieurs
| No | Date       | Nom et lieu du tournoi                          | Catégorie | Surface      | Vainqueurs                      | Partenaire       | Score               |          |
| -- | ---------- | ----------------------------------------------- | --------- | ------------ | ------------------------------- | ---------------- | ------------------- | -------- |
| 1  | 29-08-1958 | US National Championships Forest Hills          | G. Chelem | Gazon (ext.) | Alex Olmedo Hamilton Richardson | Sammy Giammalva  | 3-6, 6-3, 6-4, 6-4  | Parcours |
| 2  | 1959       | Tournoi de tennis de la côte Pacifique Berkeley |           | NC           | Noel Brown Hugh Stewart         | William Quillian | 6-4, 10-8, 1-6, 7-5 |          |

## Parcours en Grand Chelem
- Internationaux de France : Quart de finaliste en 1960
- Tournoi de Wimbledon : Demi-finaliste en 1959
- Open d'Australie : Demi-finaliste en 1959